# Far des Cap de ses Salines

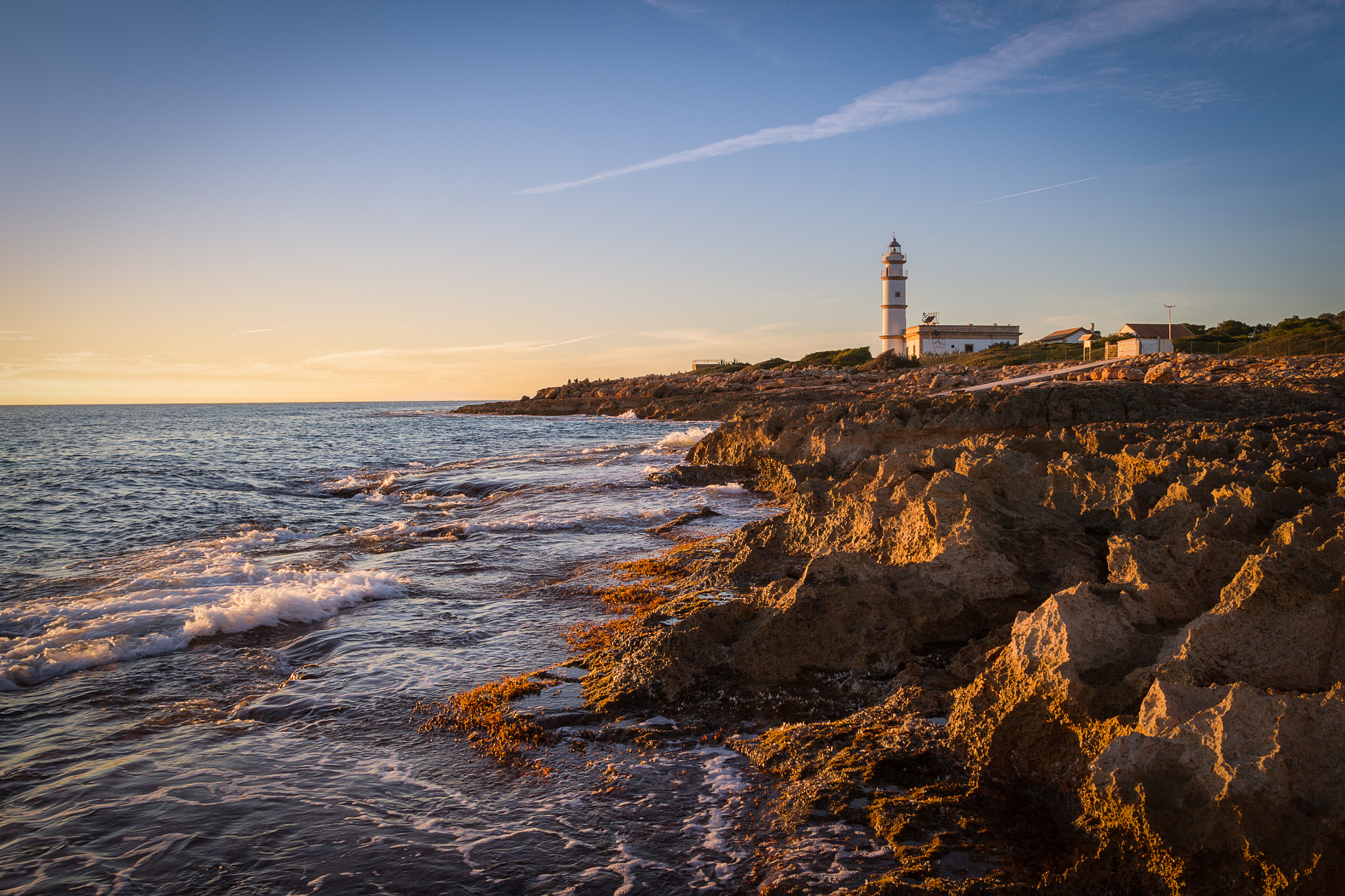
Panoramaansicht von Osten

Der Far des Cap de ses Salines ist ein Leuchtturm am südlichsten Punkt der spanischen Baleareninsel Mallorca. Er wurde 1863 am Cap de ses Salines erbaut und ist heute noch in Betrieb. Der Leuchtturm liegt in der Gemeinde Santanyí etwa neun Kilometer südlich der Kleinstadt Ses Salines am Ende der Landstraße MA-6110 und ist mit öffentlichen Verkehrsmitteln nicht erreichbar. Der Turm ist unter der internationalen Nummer E-0314 sowie der nationalen Kennung 33890 registriert und bestrahlt einen Sektor von 265 bis 116 Grad.

## Geschichte und Architektur
Der Far des Cap de ses Salines wurde von Emili Pou y Bonet erbaut und am 31. August 1863 in Betrieb genommen. Das Bauland gehörte dem Marquès del Palmer, der die geschuldete Entschädigung dem Staat abtrat. Das Gebäude besteht aus einem zylindrischen Turm mit Laterne und einer Doppelgalerie. Er ist weiß gestrichen und mit gelb-braunen Zierleisten versehen. Die Laterne besitzt ein grau-metallisés Aussehen und enthielt ursprünglich eine Spiegellinse mit 30 Zentimeter Durchmesser der Pariser Firma Henry-LePaute. Zwei Seeleute waren für die Wartung des Turms zuständig.
1917 wurde ein Acetylen-Beleuchtungssystem installiert. Durch ein System von um die Linse rotierenden Paneelen emittierte es einen 3+1-Blitz. Eine Fresnel-Linse VI. Ordnung wurde 1957 eingebaut und bei der Umstellung auf elektrische Energie die Kennung auf 3+1-Blitze alle 10 Sekunden verändert. Der Turm wurde ebenfalls umgebaut, um 6,5 Meter erhöht und mit der Doppelgalerie versehen. Mit einem durch wechselnde Winde fehlgeschlagenen Experiment wurde versucht, die Anlage zeitweise mit Windenergie zu betreiben. 1980 wurde der Leuchtturm daraufhin als erster in Spanien mit Solarenergie versorgt.
An der Seite des Turms befinden sich einige Nebengebäude, in denen Lehrräume des Mediterranean Institute for Advanced Studies (IMEDEA) untergebracht sind.